# ホンダ・RA107
ホンダ・RA107はホンダが2007年のF1世界選手権に投入したフォーミュラ1カーである。参戦ドライバーはルーベンス・バリチェロとジェンソン・バトン。後述の車体カラーリングが話題を呼んだ。

## 開発
ワークスチームとしての参戦再開初年度となった2006年シーズンをコンストラクターズランキング4位で終えたホンダは、新しいフルスケール風洞施設を活用して、RA106に根本的な改良を加えた。

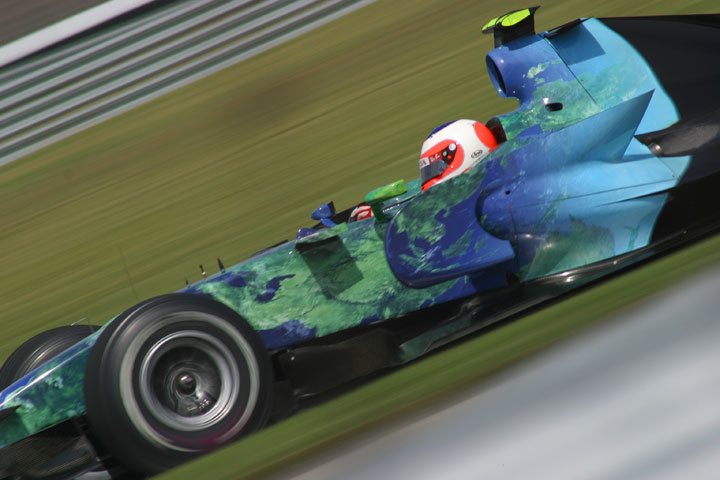
車体に描かれた地球の画像

前年をもってメインスポンサーのブリティッシュ・アメリカン・タバコが撤退したため、マシンのカラーリングは一新された。新たな試みとして車体から全てのスポンサー広告を排除し、地球をイメージした「アースカラー」を採用した。ホンダは環境問題をテーマにした「アースドリーム・プロジェクト」を設立し、公式サイトで趣旨に賛同した人々の名前をボディに掲載した。このコンセプトは、芸能マネージャーとして知られるサイモン・フラー (Simon Fuller) の19エンターテインメント社が手掛けたもので、これにより第2回グリーン・アワードでグランプリを獲得した。
しかし、その性能はテスト段階から評価が低く、8戦目にバトンが8位入賞するまでワークスチーム中唯一コンストラクターズポイントがないという有様であった。エンジン供給先であり実質的なBチームであるスーパーアグリにすら16戦目までコンストラクターズランキングにおいて後塵を拝すという有様だった。その緑や青がまだらにペイントされたようなデザインから「ホンダの車には“カビが生えた”」と揶揄されることもあった。
マシンの開発は、中本修平シニア・テクニカルディレクターの指揮の下に製作された。しかし、2006年にジェフ・ウィリスを解雇したため、合議制によりマシンがデザインされたが、リーダーシップ不在により迷走し、失敗作となった。
なお、バリチェロによると、新導入した風洞実験装置に問題があり、それがシーズンの低迷につながったとのことである。空力的に敏感すぎる性質があり、コーナー入口でアンダーステア、出口でオーバーステアが出る症状をドライバー2人は毎レースのように訴えていた。

## スペック

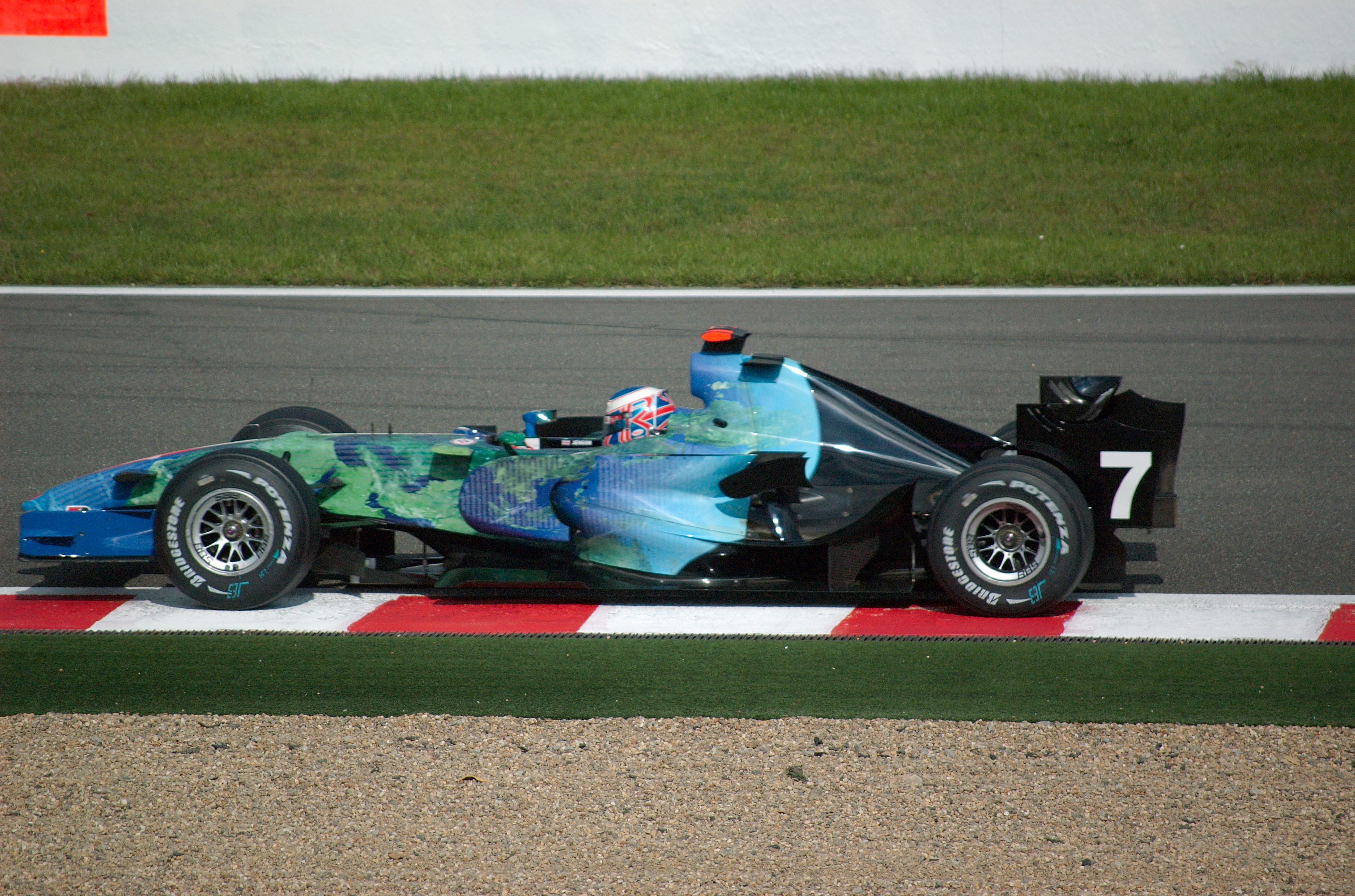
2007年ベルギーGPでスパ・フランコルシャンを走行するRA107（ドライバーはジェンソン・バトン）

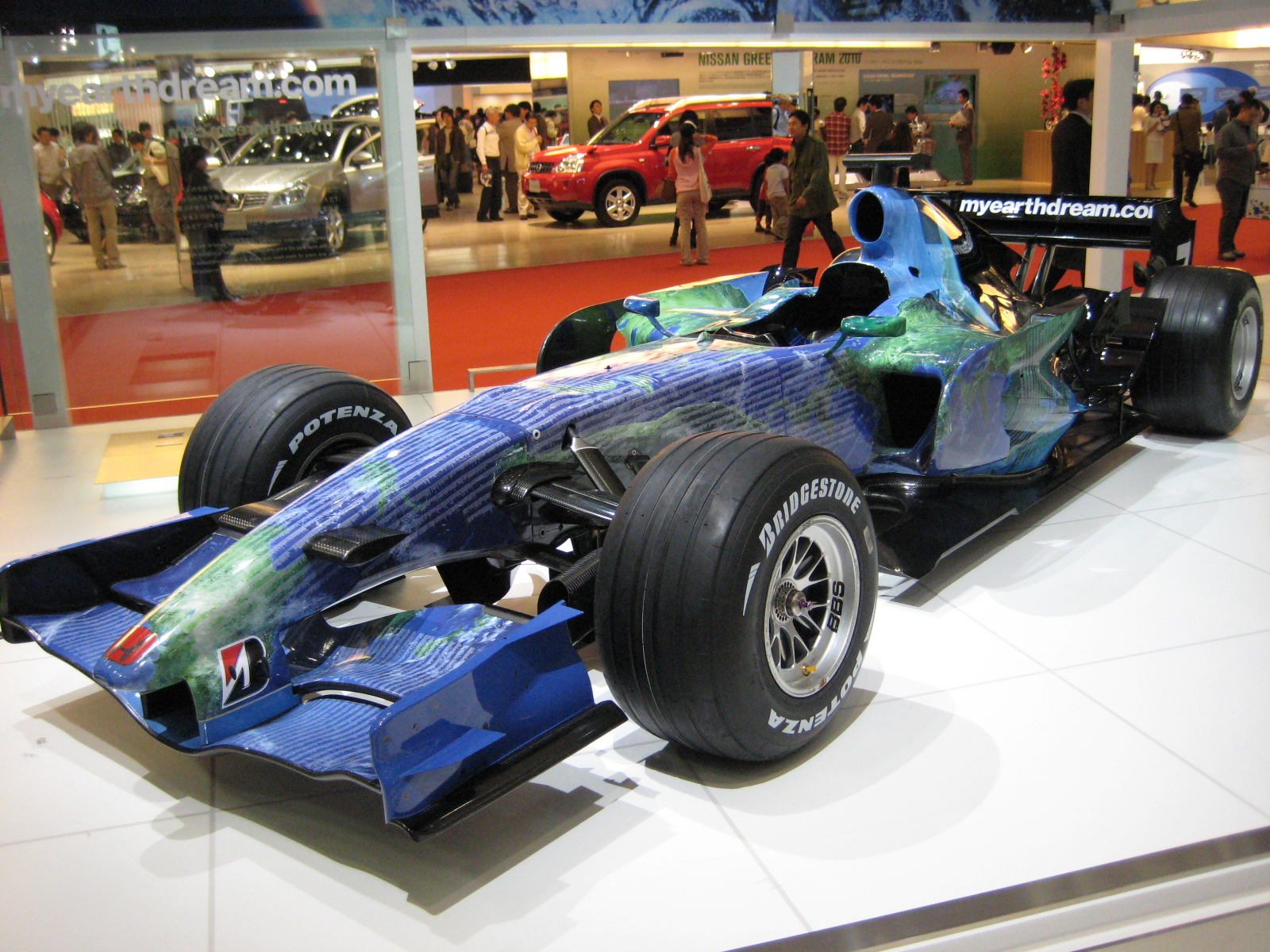
2007年の第40回東京モーターショー（幕張メッセ）で展示されたRA107カラーのB・A・R 007

### シャーシ名
- シャーシ名 RA107
- 全長　4,700 mm
- 全幅　1,800 mm
- 全高　950 mm
- ホイールベース 3,190mm
- ブレーキキャリパー アルコン
- ブレーキディスク ヒトコ
- ホイール　BBS
- タイヤ ブリヂストン
- クラッチ ザックス
- ダンパー ショーワ
- ギヤボックス 縦置き7速セミオートマチック/カーボンファイバー製ケーシング
- ラジエター 昭和電工

### エンジン
- エンジン名 RA807E
- 気筒数・角度 V型8気筒・90度
- 排気量 2,400cc
- 燃料 エルフ
- 潤滑油 ENEOS
- インジェクション PGM-FI(ホンダは車・バイク問わず電子燃料噴射装置は一律に　Programed Fuel Injection PGM-FI　と統一している)
- イグニッション PGM-IG

## 記録
| 年   | No. | ドライバー             | 1   | 2   | 3   | 4   | 5   | 6   | 7   | 8   | 9   | 10  | 11  | 12  | 13  | 14  | 15  | 16  | 17  | ポイント | ランキング |
| 年   | No. | ドライバー             | AUS | MAL | BHR | ESP | MON | CAN | USA | FRA | GBR | EUR | HUN | TUR | ITA | BEL | JPN | CHN | BRA | ポイント | ランキング |
| ---- | --- | ---------------------- | --- | --- | --- | --- | --- | --- | --- | --- | --- | --- | --- | --- | --- | --- | --- | --- | --- | -------- | ---------- |
| 2007 | 7   | ジェンソン・バトン     | 15  | 12  | Ret | 12  | 11  | Ret | 12  | 8   | 10  | Ret | Ret | 13  | 8   | Ret | 11  | 5   | Ret | 6        | 8位        |
| 2007 | 8   | ルーベンス・バリチェロ | 11  | 11  | 13  | 10  | 10  | 12  | Ret | 11  | 9   | 11  | 18  | 17  | 10  | 13  | 10  | 15  | Ret | 6        | 8位        |

- ドライバーズランキング
  - ジェンソン・バトン 15位
  - ルーベンス・バリチェロ 20位

## その他
ファン交流イベントにも登場し、日本グランプリの前週に行われたモータースポーツジャパン2007や、シーズン終了後にツインリンクもてぎで行われるHonda Racing THANKS DAYでは、レギュラードライバーであるバトンがステアリングを握る。
現在はツインリンクもてぎ内にあるホンダコレクションホールで7号車が保存されている。